# Sharp X1
Sharp X1 (エックスワン Ekkusuwan) ist die Bezeichnung einer Serie von Heimcomputern des japanischen Herstellers Sharp aus dem Zeitraum 1982 bis 1988. Die Reihe baut auf dem Mikroprozessor Zilog Z80 auf.

## Geschichte
In den Endzügen der MZ80-Baureihe brachte Sharps TV-Division ab 1982 den X1 auf den Markt (CZ-800C). Diese erste Variante weist Ähnlichkeiten auf zur MZ80-Variante des MZ2000, ist jedoch nicht mit diesem kompatibel. Auffälligstes Merkmal war zunächst die rote Gehäusefarbe. Weiterhin bestehen Anschlussmöglichkeiten an Radio- oder TV-Empfänger. Die Hardware setzte sich zusammen aus einer auf 4 MHz getakteten Z80A-CPU mit 64 kB RAM, 4 kB VRAM (maximal erweiterbar auf 48 kB) und einer Grafikauflösung von 640 × 200 Bildpunkten. Als Massenspeicher wurde ein Kassettenlaufwerk verwendet.
Gemäß Sharps Clean-Computer-Konzept, das auch bei der MZ-Baureihe zur Anwendung kam, besitzt der Rechner kein integriertes BASIC-ROM oder ein sonstiges Betriebssystem. Stattdessen musste das Betriebssystem über einen Datenträger eingelesen werden (Tape Basic, Disk Basic). Dadurch hatte der Nutzer die freie Wahl des Betriebssystems, das beim Start in den Arbeitsspeicher geladen wurde. Im Gegenzug verzögerte sich dadurch die Startzeit bis zur vollen Einsatzbereitschaft des Geräts. Das Gerät war als Multimedia-System konzipiert und konnte in Verbindung mit dem X1-Monitor Text oder Grafiken über dem Fernsehbild einblenden.
Der X1 stand in Konkurrenz vor allem zu NECs PC-8801. 1984 veröffentlichte Sharp den X1 turbo mit einer höheren Auflösung von 640 × 400 Bildpunkten. 1986 folgte der X1 turbo Z mit einem analogen RGB-Monitor mit 4096 Farben. Als letztes Modell erschien 1987 der X1 twin, mit einer integrierten PC-Engine-Spielkonsole, einschließlich eines HuCard-Lesers. Der Benutzer konnte jederzeit zwischen den beiden Systemen umschalten, ein wechselseitiger Datenaustausch zwischen den beiden Systemen war jedoch nicht möglich. Auch ist der X1 twin nicht kompatibel zu den in den Folgejahren veröffentlichten Hardwareerweiterungen der Spielkonsole.
1987 erschien mit dem X68000 ein technischer Nachfolger, 1988 wurde die X1-Serie schließlich eingestellt.